# Hurley (album)
Albums de Weezer
Raditude
(2009) Death to False Metal
(2010)
Hurley est le huitième album studio du groupe rock américain Weezer. Il est sorti le 10 septembre 2010 sous le label Epitaph. Produit par le chanteur du groupe Rivers Cuomo, ainsi que par Shawn Everett, il contient, à l'instar du précédent album du groupe, des titres écrits en collaboration avec d'autres artistes.
Annoncé avec le single Memories, il débuta à la sixième place du Billboard 200 la semaine de sa sortie. C'est le premier album du groupe depuis l'album vert à ne pas être sorti sous le label Geffen Records.

## Pochette et titre
La pochette représente l'acteur Jorge Garcia, plus connu pour son rôle d'Hugo Reyes (surnommé "Hurley", d'où le nom de l'album) dans la série américaine Lost : Les Disparus.
La photo d'origine ayant été utilisée pour la pochette montre, non-rognée, le chanteur du groupe Rivers Cuomo en compagnie de l'acteur. La photo fut prise dans les coulisses de l'émission Lopez Tonight, alors que les deux artistes étaient en tournage pour deux productions différentes.

## Liste des titres
| No  | Titre           | Auteur                         | Durée |
| --- | --------------- | ------------------------------ | ----- |
| 1.  | Memories        | Rivers Cuomo                   | 3:16  |
| 2.  | Ruling Me       | Cuomo, Dan Wilson              | 3:30  |
| 3.  | Trainwrecks     | Cuomo, Desmond Child           | 3:21  |
| 4.  | Unspoken        | Cuomo                          | 3:01  |
| 5.  | Where's My Sex? | Cuomo, Greg Wells              | 3:28  |
| 6.  | Run Away        | Cuomo, Ryan Adams              | 2:55  |
| 7.  | Hang On         | Cuomo, Rick Nowels             | 3:33  |
| 8.  | Smart Girls     | Cuomo, Tony Kanal, Jimmy Harry | 3:11  |
| 9.  | Brave New World | Cuomo, Linda Perry             | 3:57  |
| 10. | Time Flies      | Cuomo, Mac Davis               | 3:42  |